# انجیل مورگان

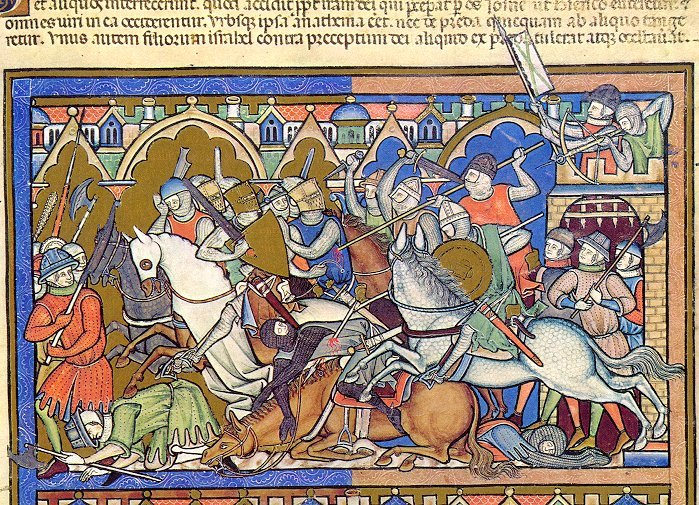
"بنی‌اسرائیل در حال دفع از عای" برگ دهم

انجیل مورگان که به انجیل صلبیون و انجیل ماچایوفسکی نیز مشهور است، انجیل مصوری است با ۴۶ برگ که در قرون وسطی به نگارش درآمده است. برای مدت‌ها تصور می‌شد که این کتاب تحت نظارت لویی نهم فرانسه در اواسط دههٔ ۱۲۴۰ میلادی نوشته شده‌است ولی نشان داده شده‌است که این کتاب به احتمال قوی در شمال فرانسه و حدود سال ۱۲۵۰ میلادی نوشته شده‌است. احتمالاً در ابتدا، کتاب تنها شامل نقاشی‌های داستان‌های عهد عتیق انجیل می‌شده‌است. در طول مدت ۱۰۰ سال، حاشیه‌هایی به زبان لاتین به این کتاب اضافه شد که تصاویر را توصیف می‌کردند. کاردینال برنارد ماچایوفسکی اسقف کراکوف در سال ۱۶۰۸ میلادی کتاب را به عنوان هدیه به شاه عباس صفوی اهدا می‌کند. شاه عباس دستور می‌دهد حاشیه‌ای به زبان فارسی به آن اضافه شود که عمدتاً ترجمه لاتین حاشیه موجود بود. بعدها حاشیه‌ای به زبان فارسیهود (عبری-فارسی) نیز به آن اضافه شده‌است. در نتیجه این کتاب شامل نقاشی‌هایی از وقایع عهد عتیق عبری، نمایش داده شده در چشم‌انداز و آداب و رسوم قرن سیزدهم فرانسه که از دیدگاه مسیحیت کشیده شده‌است و توسط سه متن و به پنج زبان (لاتین، فارسی، عربی، فارسیهود و عبری) شرح داده شده‌است.
چهل و سه برگ کتاب در کتابخانه مورگان در نیویورک آمریکا، دو برگ در کتابخانه ملی فرانسه و یک برگ موزه گتی لس آنجلس آمریکا نگهداری می‌شود.